# Demokratische Partei der Bauern und Arbeiter Chinas
Die Demokratische Partei der Bauern und Arbeiter Chinas (chinesisch 中國農工民主黨 / 中国农工民主党, Pinyin Zhōngguó nónggōng mínzhǔdǎng) gehört zu den zugelassenen „Acht demokratischen Parteien und Gruppen“ der Volksrepublik China. Sie bekennt sich zur Führung der Kommunistischen Partei Chinas.

## Geschichte
Nach einer Zeit der Kooperation zwischen der Kuomintang mit der Kommunistischen Partei Chinas kam es 1927 zum Bruch zwischen beiden Parteien. In der Folge gründeten etliche Marxisten der Kuomintang eine Vereinigung, die in der japanischsprachigen Presse Shanghais „Dritte Partei“ genannt wurde. Als Partei konstituierte sie sich allerdings erst im Jahr 1930. 1947 nahm sie den heutigen Namen an. Bis dahin hatte sie sich immer stärker der KP angenähert und wurde im Bürgerkrieg ihr Bundesgenosse. Nach Ausrufung der Volksrepublik China im Jahr 1949 konnten zwar hohe Funktionäre Posten im neuen Staat übernehmen, doch geriet sie immer stärker in Abhängigkeit zur KP, die 1950 u. a. den sog. Acht demokratischen Parteien und Gruppen verbot, Bauern und Arbeiter in ihre Reihen aufzunehmen, da dies nur der KP zustand. In der Anti-Rechtskampagne und in der Kulturrevolution wurden Mitglieder und Funktionäre der Demokratischen Partei der Bauern und Arbeiter Chinas verfolgt. Nachdem die Parteiarbeit in der Kulturrevolution gänzlich zum Erliegen gekommen war, konnte die Demokratische Partei der Bauern und Arbeiter Chinas erst wieder ab 1978 in Erscheinung treten.

## Ideologie
Die Demokratische Partei der Bauern und Arbeiter Chinas bekennt sich in ihrer Satzung zur politischen Führung der KP und zur Loyalität zur politischen Richtung des aktuellen KP-Vorsitzenden. Die Partei vertrete zudem Interessen der Landarbeiter und der einfachen Bürger. In Gefolgschaft der KP stehend, versteht sich die Partei nicht als Opposition. Sie beruft sich ferner auf die politischen Vorstellungen ihres Gründers Deng Yanda.

## Organisation und Mitgliedschaft
Im Aufbau ähnelt die Partei der Kommunistischen Partei Chinas. Trotz des Namens „Demokratische Partei der Bauern und Arbeiter Chinas“ sind Bauern und Arbeiter als Mitglieder unerwünscht. Es handelt sich bei den Mitgliedern fast ausschließlich um Intellektuelle. Doppelmitgliedschaften in anderen Parteien sind möglich. Die Zahl der Mitglieder stieg zwischen 1958 und 2017 um 1.644 % auf 157.000.

## Vorsitzende
1. Deng Yanda (邓演达) (1930–1931)
2. Huang Qixiang (黄琪翔) (1931–1938)
3. Zhang Bojun (章伯钧) (1938–1958)
4. Ji Fang (季方) (1958–1987)
5. Zhou Gucheng (周谷城) (1987–1988)
6. Lu Jiaxi (卢嘉锡) (1988–1997)
7. Jiang Zhenghua (蒋正华) (1997–2007)
8. Sang Guowei (桑国卫) (2007–2012)
9. Chen Zhu (陈竺) (ab 2012)[6]